# Xanthomima
Xanthomima là một chi bướm đêm thuộc họ Geometridae.